# Bucy-Saint-Liphard
Bucy-Saint-Liphard is een gemeente in het Franse departement Loiret (regio Centre-Val de Loire) en telt 217 inwoners (1999). De plaats maakt deel uit van het arrondissement Orléans.

## Geografie
De oppervlakte van Bucy-Saint-Liphard bedraagt 17,5 km², de bevolkingsdichtheid is 12,4 inwoners per km².
De onderstaande kaart toont de ligging van Bucy-Saint-Liphard met de belangrijkste infrastructuur en aangrenzende gemeenten.

## Demografie
Onderstaande figuur toont het verloop van het inwonertal (bron: INSEE-tellingen).